# 엑스포/라브레아역
엑스포/라브레아/에셀브레드리(Expo/La Brea/Ethel Bradley, 구 에어빌(Airville)) 역은 로스앤젤레스 군 광역철도에서 운영하는 고가 경전철 역이다. 로스앤젤레스의 역사적인 웨스트애덤스 지구에 있는 라브레아 애비뉴(La Brea Avenue) 엑스포지션 대로(Exposition Boulevard)의 교차점에 위치하고 있다. 이 역은 엑스포 라인이 지난다.

## 열차 운행 정보
엑스포 선 운행 시간은 매일 약 오전 4시부터 12시 30분까지이다. 메트로 레일은 2012년 4월 28일에 개통되었고, 정기 운행은 2012년 4월 30일 월요일에 재개되었다.

## 역 구조
| 승강장 | 엑스포선                        | ← 라시에네가/제퍼슨 역 La Cienega / Jefferson Station ← 다운타운 샌타모니카 역 행 (종착점행) |
| 승강장 | 섬식 승강장, 왼쪽 출입문이 열림 |                                                                                              |
| 승강장 | 엑스포선                        | → 팜데일 역 Farmdale Station → 7th 스트리트/메트로센터 역 행 (기점행)                        |

엑스포/라브레아 역은 라브레아 애비뉴와 재퍼슨 대로(Jefferson Boulevard)의 교차로 옆에 위치하고 있으며, 란초 시에네가 레크리에이션 센터 앤 스포츠 컴플렉스(원래 재키 로빈슨 필드가 위치한 자리)에서 도보 거리 내에 있다.
역의 장식물은 호세 로사노(Jose Lozano)가 제작했다. LA 메트로 로테리아(LA Metro Lotería)라는 제목의 설치 작품으로 LA의 메트로 시스템을 멕시코 로테리아(Lotería) 카드 게임의 형태로 사용하는 장면이 묘사되었다.

## 연결 가능한 버스 노선
- 메트로 로컬: 38, 212, 312

## 역사
과거 인디팬던트 및 퍼시픽 전기철도가 정차한 이 역은 1953년 9월 30일 샌타모니카 에어라인 폐선과 함께 폐쇄되었으며, 이후 2012년 4월 28일에 완전히 재건축되어 운행을 재개했다. 엑스포선을 위해 재건축된 고가역은 기존 역 지대에서 조금 떨어져있다. 정기 운행은 2012년 4월 30일 월요일에 재개되었다.

## 에셀 브레드리
2015년 10월 10일 기존의 "엑스포/라브레아"에서, "엑스포/라브레아/에셀브레드리"로 바뀌었으며, 이는 톰 브레들리(Tom Bradley)의 아내 에셀 브레드리(Ethel Bradley)를 추모하기 위함이다.